# Thorsten Stelzner

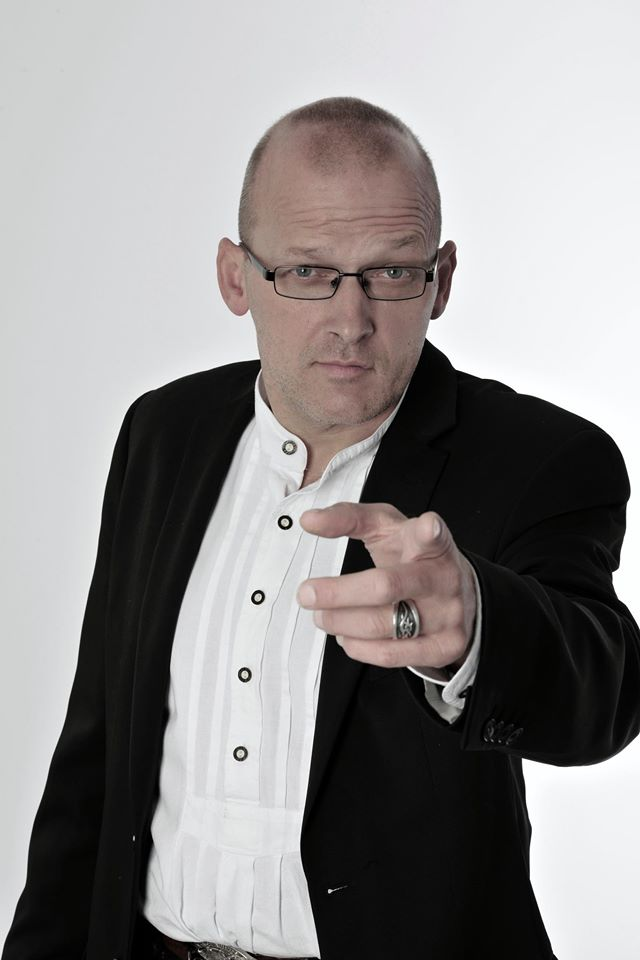
Thorsten Stelzner

Thorsten Stelzner (* 19. März 1963 in Wolfenbüttel) ist ein deutscher Lyriker, Sänger Satiriker, Verleger und Betreiber der Galerie und Kleinkunstbühne Die Vita-Mine in Braunschweig und der Vita-Villa in Wolfenbüttel.

## Biografie
Stelzners Eltern zogen 1970 nach Braunschweig in die Weststadt, wo er zusammen mit zwei Geschwistern aufwuchs und die Schule besuchte.

## „Gute Nacht, Deutschland!“
Während der Corona-Pandemie 2020 verfasste Stelzner das Gedicht Gute Nacht, Deutschland!, das in sozialen Medien wie u. a. auf YouTube, Facebook oder WhatsApp schnell geteilt wurde.

## Publikationen

### Gedichtbände
- 1989: Irgendwelche berechtigten Zweifel.
- 1995: Zweifelsohne Zweifelhaft. Texte und Gedichte. ISBN 3-00-015819-7.
- 2003: Im Zweifel für die Nörgler. Gedichte. ISBN 3-00-011715-6.
- 2005: Vorsicht! Lyrik. Band 1. Gedichtsammlung mit Illustrationen von Ingo Lehnhof, ISBN 3-00-015820-0.
- 2007: Klartext. 100 Gedichte 1987-2007. ISBN 978-3-00-023051-6.
- 2008: Achtung Lyrik! Dichter an der Arbeit!
- 2009: Oh Mein Gott. Gedichte. ISBN 978-3-00-029180-7.

### CDs
- 1999: Irgend Welt 2.0. Texte und Gedichte aus dem Hinterzimmer. ISBN 3-00-015205-9.
- 2003: Nörgeltage. Texte und Gedichte.
- 2005: Mach was draus – Musik und Dichtkunst von Andreas Bermig und Thorsten Stelzner.  ISBN 3-00-016341-7
- 2008: Von Stinkern und Schleimern. ISBN 978-3-00-025473-4.
- 2011: Tagesthemen Live aus der Brunsviga. ISBN 978-3-00-029180-7.
- 2012: Tagesthemen Live II. ISBN 978-3-00-0381591
- 2013: Ego-Kur – Liederliche Lyrik aus 25 Jahren. ISBN 978-3-00-042183-9.
- 2013: Frontal – Live-Mitschnitt aus der Brunsviga. ISBN 978-3-00-042498-4.
- 2013: Kontrovers – Liederliche Lyrik – Die Klassiker. ISBN 978-3-00-043984-1.
- 2014: Thorsten Stelzner Kompakt. Doppel CD – Lyrik u.Satire ISBN 978-3-945613-00-9.
- 2014: Konkret – Satire, Lyrik & Kolumnen. ISBN 978-3-945613-02-3.
- 2016: Gut, Mensch  –  Gütesiegel – Satire
- 2017: Clicclac-Kolumnen – Familiengeschichten – Doppel-CD
- 2021: Der Mann auf der Terrasse – Lyrik, Lied und Leidenschaft – Stelzner & Gál ISBN 978-3-945613-03-0
- 2024: Das sogenannte Böse – Moritaten: Folter, Notwehr, Profikiller – Stelzner & Gál  –  CD: ISBN 978-3-945613-91-7 (Vinyl: ISBN 978-3-945613-92-4)

### Weitere
- Ingo Lehnhof. Malerei 2005–2007. Werkkatalog, Verlag Stelzner, Braunschweig 2007, ISBN 978-3-00-023050-9.
- Tagesthemen. Lyrik/Kunstkalender. 2012.